# Bateria de Carnot

Un esquema simplificat d'un sistema típic de bateries de Carnot

Una bateria de Carnot és un tipus de sistema d'emmagatzematge d'energia que emmagatzema electricitat en l'emmagatzematge d'energia tèrmica. Durant el procés de càrrega, l'electricitat es converteix en calor i es manté en emmagatzematge de calor. Durant el procés de descàrrega, la calor emmagatzemada es torna a convertir en electricitat.
Fritz Marguerre va patentar el concepte d'aquesta tecnologia fa 100 anys, però el seu desenvolupament s'ha revitalitzat recentment, atès l'augment de l'ús d'energies renovables i la necessitat d'augmentar l'energia total recuperada subministrada d'aquestes fonts. En aquest context, Andre Thess va encunyar el terme "bateria Carnot" l'any 2018, abans del primer Taller Internacional sobre Bateries Carnot.
El terme "bateria de Carnot" deriva del teorema de Carnot, que descriu l'eficiència màxima de conversió de l'energia tèrmica en energia mecànica. La paraula "bateria" indica que la finalitat d'aquesta tecnologia és emmagatzemar electricitat. L'eficiència de descàrrega de les bateries Carnot està limitada per l'eficiència de Carnot.
El Centre Aeroespacial Alemany (DLR) i la Universitat de Stuttgart han estat treballant en el concepte de bateries Carnot que emmagatzemen electricitat en emmagatzematge de calor a alta temperatura des del 2014. L'any 2018, el nom de "bateria Carnot" va ser utilitzat a la Hannover Messe, una de les fires comercials més grans del món, per DLR. El concepte de bateries Carnot també cobreix tecnologies que s'han desenvolupat anteriorment, com ara l'emmagatzematge d'energia tèrmica per bombeig i l'emmagatzematge d'energia d'aire líquid.

## Rerefons
En la transició a sistemes energètics baixos en carboni, augmenta la penetració d'energia renovable variable en els sistemes d'energia elèctrica, i això també augmenta la necessitat d'emmagatzematge d'energia. Actualment, la major part de la nova capacitat d'emmagatzematge d'energia instal·lada prové de bateries electroquímiques, com ara bateries d'ions de liti. Aquest tipus de bateria és adequada per a l'emmagatzematge a curt termini, però pot ser que no sigui econòmica durant més temps a causa dels seus alts costos de capacitat energètica. L'emmagatzematge d'energia tèrmica pot emmagatzemar energia en materials econòmics, com ara aigua, roques i sals. Per tant, el cost dels sistemes a gran escala (per exemple, gigawatt-hora) pot ser inferior al cost de les bateries electroquímiques.
Emmagatzematge d'energia Annex 36 - Carnot Batteries és un grup de treball del programa Energy Conservation and Energy Storage (ECES), que forma part d'un Programa de Col·laboració Tecnològica (TCP) de l'Agència Internacional de l'Energia (IEA).

## Configuració del sistema

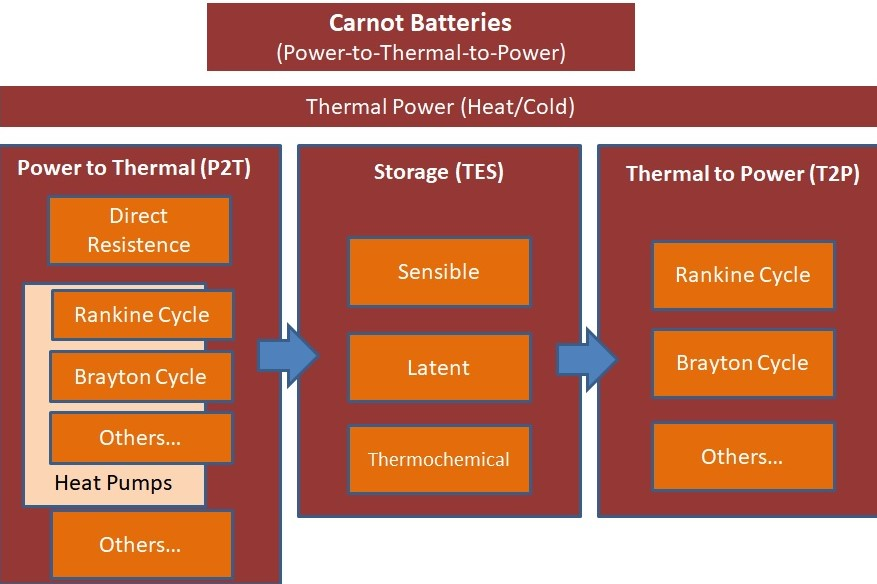
Possibles tecnologies de conversió i emmagatzematge d'energia

Un sistema de bateries Carnot es pot dividir en tres parts: Power to Thermal (P2T), Thermal Energy Storage (TES) i Thermal to Power (T2P).

### Tecnologia d'electricitat a calor
L'electricitat es pot convertir en calor mitjançant l'ús de diverses tecnologies.
- Calefacció resistiva
- Les bombes de calor com a tecnologia per bombejar calor des d'un dipòsit de temperatura més baixa a una temperatura més alta. Es pot dividir en dos grups: el cicle de Rankine invers i el cicle de Brayton invers.
  - El cicle de Rankine invers s'ha utilitzat àmpliament a les bombes de calor convencionals.
  - El concepte d'utilitzar el cicle Brayton per carregar i descarregar energia tèrmica va ser proposat pel professor Robert B. Laughlin el 2017.
- Altres: En els sistemes d'emmagatzematge d'energia d'aire líquid, s'utilitza el cicle de Claude per liqüer l'aire. El procés Lamm-Honigmann utilitza cicles termoquímics per convertir l'energia en calor.

### Calor a electricitat
La calor es pot convertir en energia mitjançant cicles termodinàmics, com ara el cicle Rankine o el cicle Brayton. Algunes tecnologies utilitzen la propietat dels materials semiconductors per convertir la calor en electricitat, i aquestes no es consideren una bateria de Carnot perquè no hi ha cicles termodinàmics implicats en el procés de conversió, com els materials termoelèctrics i el "Sol en una caixa". Les tecnologies típiques són:
- Motors tèrmics
- Turbines de vapor
- Turbines de gas
- Màquines de cicle orgànic Rankine
- El procés de Lamm-Honigmann pot convertir l'energia emmagatzemada en l'emmagatzematge termoquímic en electricitat.